# جائزة غرامي لأفضل أداء كانتري منفرد
جائزة الغرامي لأفضل أداء كانتري منفرد (بالإنجليزية: Grammy Award for best Solo Country performance)‏ هي جائزة تقدمها الأكاديمية الوطنية لتسجيل الفنون والعلوم (NARAS) سنويا ضمن حفل توزيع جوائز الغرامي،لأفضل أداء منفرد لموسيقى الريف.بدأ العمل بالجائزة لأول مرة في سنة 1958.